# Due contro tutti
Due contro tutti ist eine im deutschsprachigen Raum nicht aufgeführte Western-Komödie aus italienisch-spanischer Koproduktion. Der 1962 gedrehte Film wird in seiner italienischen Version Alberto De Martino und in der spanischen Variante Antonio Momplet zugeschrieben.

## Handlung
Die Brüder Bull und Jonathan Bullivan entkommen einem Lynchmob, der sie wegen Betrugs beim Kartenspiel in den Händen hatte. Nach langer Reise erreichen sie Golden City, wo eine Gruppe von Banditen unter Führung des nach außen ehrbaren (er ist der Bürgermeister) Fats Missouri ihr Unwesen treibt. Zusammen mit Black Boy und dem Saloonbesitzer des Ortes versteht er es, die braven Bürger so zu drangsalieren, dass viele von ihnen ihr Land, Haus und Besitz für einen Spottpreis an seine Mittelsmänner verkaufen. Die Bullivans lernen aber auch die Schwestern Suzanne und Clementine kennen, die ihnen – Liebe geht durch den Magen – köstliche Brathähnchen vorsetzen. Diese sind mit einem besonderen Energiepräparat gefüttert worden, das vom Hahnenkampforganisator entwickelt wurde. Bull und Jonathan sind nun praktisch unverwundbar und vor Kraft kaum zu stoppen. Nachdem sie mit allem Gelumpe in der Stadt aufgeräumt haben, verlassen sie mit den Schwestern den Ort.

## Kritik
Die Segnalazioni Cinematografiche fanden die Satire als wenig gelungen, „trotz einiger guter Momente insgesamt schwach und zu vorhersehbar.“ Die Darstellung sei „gleichermaßen bescheiden wie die Machart des Films“.